# Paracondeellum dukouense
Paracondeellum dukouense är en urinsektsart som först beskrevs av Yinquiu Tang och Zi-Wei Yin 1988.  Paracondeellum dukouense ingår i släktet Paracondeellum och familjen Protentomidae. Inga underarter finns listade i Catalogue of Life.